# Edward Müller (dziennikarz)
Edward Müller (ur. 27 września 1938 w Łodzi, zm. 6 lutego 2018, tamże) – polski dziennikarz, publicysta i felietonista.

## Życiorys
Müller urodził się w rodzinie robotniczej. II wojnę światową spędził w Zelowie. W 1952 ukończył szkołę podstawową, następnie uczył się w latach 1952-1956 w Korpusie Kadetów w Warszawie. Następnie od 1956 pracował w Zakładach Termotechnicznych.  W latach 1958–1963 studiował na Wydziale Filozoficzno-Historycznym Uniwersytetu Łódzkiego. Zawodowo związał się z prasą, pracując zarówno jako reporter, jak i redaktor naczelny. Był zastępcą redaktora naczelnego „Expressu Ilustrowanego”, redaktorem naczelnym „Wiadomości Skierniewickich” oraz gazety zakładowej „Nasza Trybuna”, a także „Brzezińskiego Informatora Tygodniowego”. Ponadto kierował oddziałem „Głosu Robotniczego” w Skierniewicach. Po przemianach ustrojowych został rencistą. Pomimo tego współpracował z redakcją z „Kroniki Miasta Łodzi” i „Manager’s Life”.
Był członkiem Zarządu Oddziału Łódzkiego Stowarzyszenie Dziennikarzy Rzeczypospolitej Polskiej.
Został pochowany na cmentarzu komunalnym Zarzew w Łodzi.

## Nagrody
- Nagroda Stowarzyszenia Dziennikarzy Polskich za publicystykę i za redagowanie gazety zakładowej (1979),
- Nagroda Stowarzyszenia Dziennikarzy RP i Stowarzyszenia „Pokolenia” (2009)[3],
- Nagroda literacka im. Jerzego Wilmańskiego[2].

## Odznaczenia
- Złoty Krzyż Zasługi (1985)[3][2]